# Les Bois-Francs
Les Bois-Francs is een bungalowpark van de keten Center Parcs in Frankrijk. Het telt 848 bungalows verdeeld over 9 zones. Op het park bevindt zich tevens Hotel 'Maison du Lac' met 90 kamers.
Na de bouw van de Vossemeren, het tweede park in België werd direct gestart met de bouw van het eerste Franse park. Vanwege het succes van de Vossemeren werd besloten de centrale faciliteiten te kopiëren naar Les Bois-Francs. De Market Dome en Aqua Mundo zijn dan ook vrijwel gelijk aan de Vossemeren, net als Elveden Forest (UK) en de Bispingerheide (DE). 

## Exploitatie
Het park werd geopend in 1988 en was het eerste park in Frankrijk en het twaalfde park van Center Parcs. In 2024 werd een grote renovatie uitgevoerd aan onder andere het subtropisch zwembad. De complete dakkoepel werd vervangen en ook vrijwel het gehele tegelwerk werd vernieuwd.

## Faciliteiten
Het park bevat verschillende faciliteiten, zoals restaurants, sauna's en sportgelegenheden zoals een zwembad met wildwaterbaan. Er is ook een zogenaamde Action Factory. Op het domein staat tevens een oud kasteel.